# 小眼深鱂
小眼深鱂，為輻鰭魚綱鯉齒目鯉齒亞目深鱂科的其中一種，為熱帶淡水魚，分布於中美洲宏都拉斯淡水流域，體長可達7.9公分，棲息在底中層水域，生活習性不明。